# 哆胡神社
哆胡神社（たごじんじゃ）は、静岡県賀茂郡西伊豆町田子（たご）にある神社。

## 概要
田子地区の中央、大田子海岸の南方脇の高台（合ノ浦）上に鎮座している。
創建は不詳だが、同名の式内社である哆胡神社（たごじんじゃ）に比定され、『伊豆国神階帳』にも「従四位上 多胡の明神」と記されている古社である。
明治6年（1873年）に村社に列する。
元々は北部の大田子地区に八幡神社として鎮座していたが、明治14年（1881年）に南部の井田子地区の三島神社と合祀して、現在地に遷座した。

## 祭神
- 積羽八重事代主命
- 多胡若宮命